# زووتا (شهرستان پینگچوف)
زووتا (به لهستانی:  Złota) یک روستا در لهستان است که در گمینا زووتا واقع شده‌است. زووتا ۹۶۰ نفر جمعیت دارد.